# الكرس الاحمر (حرض)

تعديل مصدري - تعديل

الكرس الأحمر هي إحدى قرى عزلة الفج بمديرية حرض التابعة لمحافظة حجة، بلغ تعداد سكانها 38 نسمة حسب تعداد اليمن لعام 2004.